# شاكر هادي شكر
شاكر هادي شكر (1907 - 1992) هو باحث ومحقق وكاتب عراقي، من مواليد محلة القاطر خانة في بغداد، من أسرة دينية محافظة، درس النحو والبلاغة والعلوم الدينية، وعمل في التجارة لفترة من الزمن، حتى عُيّن كاتباً في مدينة الرفاعي عام 1930، استمر في وضيفته 34 سنة بين الرفاعي والشطرة وكربلاء وبغداد والكوت، أحيل على التقاعد سنة 1964 ليتفرغ الى التأليف والتحقيق.

## مؤلفاته
1. ديوان السيد الحميري (جمع وتحقيق)
2. أنوار الربيع في انواع البديع  لابن معصوم المدني (تحقيق)
3. ديوان حيص بيص (تحقيق بالاشتراك)
4. ديوان الحاج عبد الحسين الأزري (تحقيق بالاشتراك)
5. ديوان الشاب الظريف ( جمع وتحقيق )
6. الحيوان في الأدب العربي، ثلاثة أجزاء - 1985.